# Maierdorf
Maierdorf är en ort i  kommunen Gnas i Österrike. Den ligger i distriktet Südoststeiermark i förbundslandet Steiermark.
Maierdorf var tidigare en självständig kommun, men blev den 1 januari 2015 en del av kommunen Gnas.  Kommunen bestod av fem orter (Ortschaften) (inom parentes invånarantal 1 januari 2024):
- Hirsdorf (129)
- Katzelsdorf (43)
- Kinsdorf (126)
- Ludersdorf (94)
- Maierdorf (135)